# Cristian Techera
Cristian Rafael Techera Cribelli (Paysandú, 31 maggio 1992) è un calciatore uruguaiano, attaccante del Fénix.

## Carriera
Techera comincia la sua carriera da professionista nel River Plate (M) dove gioca dal 2010 al 2016, ad eccezione del 2015 dove viene ceduto in prestito ai canadesi del Vancouver Whitecaps. Conquista il Canadian Championship, primo successo storico per la compagine canadese. Nel suo anno in prestito colleziona 22 presenze e 7 reti. Il 4 gennaio 2016 viene acquistato a titolo definitivo dai canadesi. Il 26 maggio 2018 segna la prima tripletta in carriera durante il match di campionato contro i N.E. Revolution, risultando decisivo nel 3-3 finale.
Il 2 febbraio 2019 passa agli argentini del Belgrano.

## Statistiche

### Presenze e reti nei club
Statistiche aggiornate al 12 giugno 2018.
| Stagione                 | Squadra                  | Campionato               | Campionato | Campionato | Coppe nazionali | Coppe nazionali | Coppe nazionali | Coppe continentali | Coppe continentali | Coppe continentali | Altre coppe | Altre coppe | Altre coppe | Totale | Totale |
| Stagione                 | Squadra                  | Comp                     | Pres       | Reti       | Comp            | Pres            | Reti            | Comp               | Pres               | Reti               | Comp        | Pres        | Reti        | Pres   | Reti   |
| ------------------------ | ------------------------ | ------------------------ | ---------- | ---------- | --------------- | --------------- | --------------- | ------------------ | ------------------ | ------------------ | ----------- | ----------- | ----------- | ------ | ------ |
| 2010                     | River Plate (M)          | PD                       | 2          | 0          |                 | -               | -               |                    | -                  | -                  |             | -           | -           | 2      | 0      |
| 2012-2013                | River Plate (M)          | PD                       | 13         | 1          |                 | -               | -               | CS                 | 4                  | 1                  |             | -           | -           | 17     | 2      |
| 2013-2014                | River Plate (M)          | PD                       | 28         | 7          | -               | -               | -               | CS                 | 4                  | 1                  |             | -           | -           | 32     | 8      |
| 2014-2015                | River Plate (M)          | PD                       | 25         | 8          |                 | -               | -               |                    | -                  | -                  |             | -           | -           | 25     | 8      |
| 2015                     | River Plate (M)          | PD                       | 6          | 2          |                 | -               | -               |                    | -                  | -                  |             | -           | -           | 25     | 3      |
| Totale River Plate Mont. | Totale River Plate Mont. | Totale River Plate Mont. | 74         | 18         |                 | -               | -               |                    | 8                  | 2                  |             | -           | -           | 82     | 20     |
| 2015                     | Vancouver Whitecaps      | MLS                      | 22+2       | 7          | CC              | 2               | 0               |                    | -                  | -                  |             | -           | -           | 26     | 7      |
| 2016                     | Vancouver Whitecaps      | MLS                      | 29         | 2          | CC              | 1               | 0               | CCL                | 6                  | 5                  |             | -           | -           | 36     | 7      |
| 2017                     | Vancouver Whitecaps      | MLS                      | 29+3       | 6+1        | CC              | 1               | 0               |                    | -                  | -                  |             | -           | -           | 33     | 7      |
| 2018                     | Vancouver Whitecaps      | MLS                      | 11         | 6          | CC              | -               | -               |                    | -                  | -                  |             | -           | -           | 11     | 6      |
| Totale Vancouver         | Totale Vancouver         | Totale Vancouver         | 91+5       | 21+1       |                 | 4               | 0               |                    | 6                  | 5                  |             | -           | -           | 106    | 27     |
| Totale carriera          | Totale carriera          | Totale carriera          | 170        | 40         |                 | 4               | 0               |                    | 14                 | 7                  |             | -           | -           | 188    | 47     |

## Palmarès

### Competizioni nazionali
- Canadian Championship: 1

Vancouver Whitecaps: 2015